# لاپاروسکوپی
لاپاراسکوپی (به انگلیسی: Laparoscopy) (لاپاروسکوپی از ریشه یونانی λαπάρα با تلفظ lapara به معنی «پهلو، کنار» و σκοπέω با تلفظ skopeo به معنای «دیدن» مشتق شده‌است) یک جراحی است که با استفاده از یک دوربین و برش‌های کوچک (معمولاً به اندازه ۰٫۵–۱٫۵ سانتی‌متر) در ناحیه شکم یا لگن انجام می‌شود. لاپاروسکوپی با ایجاد شکاف‌های کوچک در ناحیه شکم، به تشخیص یا مداخلات درمانی کمک می‌کند.
به جراحی لاپاروسکوپی،  جراحی با کمترین تهاجم (به انگلیسی: Minimally Invasive Surgery (MIS)) و همچنین جراحی سوراخ کلید (به انگلیسی: Keyhole Surgery) هم می‌گویند و جزو فنون نوین جراحی می‌باشد. این نوع جراحی چند مزیت نسبت به جراحی بازدارد. این مزایا شامل درد کمتر به علت ایجاد شکاف‌های کوچکتر، کم شدن خونریزی و دوره بهبود کوتاه‌تر می‌باشد. عنصر اصلی، استفاده از لاپاروسکوپ است که یک سامانه کابل تاری بلندی است که امکان مشاهده و اثرگذاری بر روی ناحیه مورد نظر را دارا بوده و می‌توان آن را از ناحیه دور تری پیچ و تاب داده و کنترل کرد.
جراحی لاپاروسکوپی شامل عملیاتی است در حفره شکم یا لگن، در حالی که جراحی در منطقه سینه را جراحی توراکوسکوپی (به انگلیسی: Thoracoscopic) می‌نامند. ابزارهای تخصصی که در جراحی لاپاروسکوپی استفاده می‌شوند شامل فورسپ زایمانی، قیچی، کاوشگر، ابزار کالبد شکافی، قلاب و انقباضگرها می‌باشد.
جراحی لاپاروسکوپی و توراکوسکوپی به حوزه وسیع تری به نام درون بینی یا آندوسکوپی متعلق اند. اولین عمل لاپاروسکوپی توسط جراح آلمانی گئورگ کلینگ (به انگلیسی: Georg Kelling) در ۱۹۰۱ صورت پذیرفت.

## روش کار
با ایجاد یک یا دو برش محدود (با قطر حدود یک سانتی‌متر) در سطح پوست شکم لوله دستگاه درون‌بین را که در راس آن دوربین قرار دارد وارد شکم می‌کنیم. محل عمل با نور سرد (مانند هالوژنه) روشن می‌شود.

## عوارض و علائم شایع لاپاروسکوپی
از شایع‌ترین خطرات مرتبط با لاپاروسکوپی می‌توان به خونریزی، عفونت و آسیب به اندام‌های شکمی اشاره کرد. خطر عفونت در این روش نسبت به جراحی‌های باز بسیار کمتر است اما باید در مورد علائم عفونت پس از عمل؛ بسیار مراقب بود.
در صورت بروز علائم زیر، بیمار باید سریعاً پزشک خود را مطلع سازد:
تب یا لرز
تنگی نفس
سرفه مداوم
تهوع یا استفراغ مداوم
احساس خالی شدن سر
عدم توانایی در ادرار کردن
درد شکمی که با گذشت زمان شدت می‌یابد
قرمزی، تورم، خونریزی یا ترشح در محل برش
به‌طورکلی در طی لاپاروسکوپی آسیب اندکی به اندام‌های بیمار وارد می‌شود. در صورت سوراخ شدن اندام ممکن است خون و مایعات دیگر به درون بدن نشت یابند. در این حالت به عمل جراحی دیگری برای رفع آن‌ها نیاز است؛ بنابراین تجربه و دانش پزشک در انجام لاپاروسکوپی اهمیت زیادی دارد